# Avrainville, Vosges
Avrainville är en kommun i departementet Vosges i regionen Grand Est (tidigare regionen Lorraine) i nordöstra Frankrike. Kommunen ligger i kantonen Charmes som tillhör arrondissementet Épinal. År 2022 hade Avrainville 115 invånare.

## Befolkningsutveckling
Antalet invånare i kommunen Avrainville
| Referens: INSEE |